# Profecía sobre un megaterremoto en Japón en julio de 2025

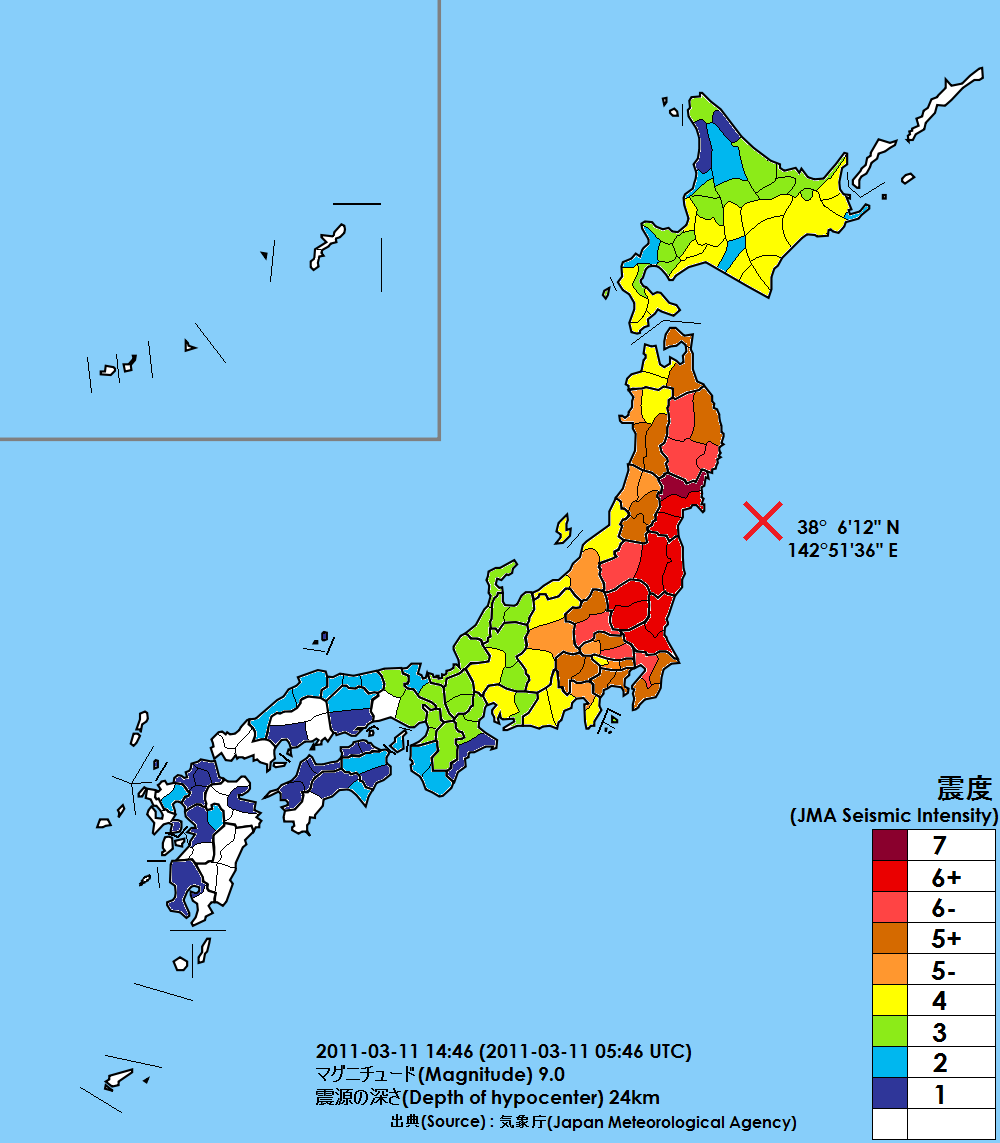
Mapa de intensidad sísmica máxima por prefectura durante el terremoto de Tōhoku del 11 de marzo de 2011. Las islas Tokara se muestran en el recuadro en la parte superior izquierda.

A fines de 2024, comenzó a circular el rumor de que Japón sufriría un gran terremoto el 5 de julio de 2025, inspirado en una supuesta profecía del manga Watashiga Mita Mirai (1999), creado por Ryo Tatsuki. La difusión del mensaje en varios países asiáticos provocó una caída significativa en el turismo hacia Japón durante las vacaciones. Por su parte, los sismólogos rechazaron la predicción por carecer de fundamento científico.

## Antecedentes
Watashiga Mita Mirai es una obra escrita por Ryo Tatsuki, publicada por primera vez en 1999 por la editorial Asahi Sonorama. El manga ganó notoriedad tras terremoto y tsunami de Japón de 2011, cuando algunos lectores señalaron una frase en la portada que parecía anticipar el desastre. La autora declaró no recordar haber escrito ese mensaje, y aunque la coincidencia llamó la atención de algunos, no tuvo una amplia cobertura mediática.
En octubre de 2020, la editorial Asuka Shinsha publicó una reedición del libro, lo que generó nuevamente interés por la obra original, que ya no estaba disponible en el mercado. El manga se convirtió en un objeto de culto dentro de la cultura popular, y algunos ejemplares llegaron a venderse por hasta 500 000 yenes. Su popularidad fue tan grande que incluso apareció un impostor que se hacía pasar por Tatsuki. Esta persona dio entrevistas y escribió en revistas, donde afirmó falsamente haber predicho el gran terremoto de Hanshin-Awaji y la muerte del cantante Yutaka Ozaki. Más adelante, también aseguró que el monte Fuji haría erupción en agosto, lo cual nunca sucedió.
En ese momento, el programa japonés Unbelievable comenzó a dramatizar relatos misteriosos publicados por Shinsha. Tras contactar con la editorial, Tatsuki logró que el 1 de octubre de 2021 se lanzara una edición ampliada. El nuevo ejemplar alcanzó el puesto número uno en las ventas semanales de libros en Japón el 13 de mayo de 2025. La reedición incluyó una nueva advertencia surgida de otro sueño de Tatsuki: «La verdadera catástrofe ocurrirá en julio de 2025». Según la autora, se trataría de una gigantesca grieta en el mar de Filipinas que provocaría un tsunami «tres veces más alto que el del terremoto de 2011», capaz de destruir Japón. Más adelante, la afirmación fue modificada para señalar el 5 de julio de 2025 como fecha de un posible impacto de un meteorito, o incluso del fin del mundo.

## Impacto
Según una encuesta realizada en junio de 2025 por Sky Perfect JSAT, aproximadamente la mitad de la población japonesa declaró haber escuchado rumores relacionados con la profecía.
Desde 2023, comenzaron a circular numerosos videos relacionados con una profecía, los cuales se difundieron principalmente en comunidades de habla china, como las de Hong Kong y Taiwán. Esta difusión tuvo impacto en el turismo hacia Japón, que provocó una notable disminución en las reservas. Como consecuencia, Greater Bay Airlines redujo sus vuelos a los aeropuertos de Sendai y Tokushima, mientras que Hong Kong Airlines suspendió por completo su ruta a Sendai a partir del 31 de mayo. Según datos de Bloomberg, las reservas desde Hong Kong hacia Japón cayeron un 50 % en comparación con el promedio anual, y alcanzó hasta un 83 % de disminución en fechas cercanas a finales de junio y comienzos de julio.
El rumor se convirtió en un fenómeno viral que se difundió ampliamente en países como Filipinas, Corea del Sur, Tailandia y Vietnam. En Corea del Sur, los precios de los pasajes aéreos hacia Japón descendieron por debajo de los 100 000 wones en junio de 2025. En Tailandia y Vietnam, las redes sociales se llenaron de mensajes que advertían sobre supuestos riesgos asociados con viajar a Japón, mientras que en Filipinas la reacción incluyó una oleada de cancelaciones de viajes. En contraste, los turistas de Singapur no parecieron verse afectados por la situación: según plataformas como Trip.com y Traveloka, las reservas hacia Japón se mantuvieron estables.
El impacto económico fue tal que atrajo la atención de la prensa internacional. Medios como The Guardian y CNN informaron sobre el tema a finales de mayo, mientras que en el ámbito francófono, Le Monde lo cubrió el 30 de junio.

## Julio de 2025
Entre el 25 de junio y el 4 de julio de 2025 se registraron 1198 sismos en las cercanías de las islas Tokara, ubicadas en el extremo suroeste de Japón. El más intenso ocurrió el 4 de julio y alcanzó una intensidad sísmica de nivel 6 bajo en la escala de la Agencia Meteorológica de Japón (JMA). Se trató de la secuencia sísmica más fuerte en la región desde 1995. Tras varios temblores de intensidad 5 o superior —aproximadamente equivalente al nivel VII en la escala de Mercalli—, 31 residentes solicitaron ser evacuados al Japón continental.  Esta serie de sismos fue posteriormente relacionada con rumores sobre la posibilidad de un desastre en julio.
El 5 de julio de 2025, al no cumplirse la profecía, la frase «No pasó nada en Japón» (日本无事发生) se convirtió en tendencia en la red social Sina Weibo. Aunque no hubo tsunami ese día, el 30 de julio se produjo uno en la región de Hokkaidō, tras un terremoto de magnitud 8.8 frente a la costa oriental de Rusia. 

## Reacciones
Tanto Rappler como Mainichi Shimbun desmintieron que los científicos puedan anticipar con precisión cuándo y dónde ocurrirán terremotos o tsunamis. La Agencia Meteorológica de Japón calificó esa idea como un «engaño», y el profesor Shengji Wei, de la Universidad Tecnológica de Nanyang, afirmó que la tecnología actual no permite predicciones exactas.
Ayaka Ebita, directora de la división de observación sísmica y de tsunamis de la Agencia Meteorológica de Japón, afirmó que los sismos del 5 de julio fueron una coincidencia geológica y pidió a la población que «se guíe por la ciencia, no por profecías».
Huang Hsin-Hua, investigador del Instituto de Ciencias de la Tierra en Academia Sinica, explicó que los terremotos suelen ocurrir en los límites de placas tectónicas. Según él, la idea de que puedan generarse en el centro de una placa —como sugiere cierto libro— no se ajusta a la evidencia científica actual.

## En la cultura popular
Se anunció una película titulada 4:18 AM, July 5, 2025, inspirada en las predicciones de Tatsuki. Ni la autora ni la editorial participaron en su producción o promoción. Según la editorial, aunque el sueño de Tatsuki ocurrió el 5 de julio de 2021 a las 4:18 AM, la premonición solo mencionaba «julio de 2025» como posible fecha del desastre.